# Mauricio Patzy
Jaime Mauricio Sánchez Patzy (Sucre, Bolivia, 5 de noviembre de 1965) es un percusionista, escritor, artista plástico, historiador, docente y sociólogo boliviano. En su obra  La Ópera Chola, reflexiona acerca de los fenómenos sociales, culturales y políticos mediante el análisis de la música popular en Bolivia.

## Datos biográficos y académicos
En 1971, durante el gobierno de Salvador Allende Gossens, Mauricio empezó sus estudios primarios en el colegio Colegio Alex Ville y Nacional, Santiago de Chile. Posteriormente, terminó sus estudios primarios en el Colegio Seminario San Cristobal en Sucre, Bolivia. Finalmente culminó sus estudios secundarios en el Instituto de Educación Integral y Formación Artística Eduardo Laredo, en Cochabamba, Bolivia.  
De 1980 en adelante empezó a visibilizar su carrera artística con varias exposiciones colectivas con Dibujos y Acuarelas en  Cochabamba y La Paz como integrante de la VABAP. En 1991, participó como ilustrador y más adelante como poeta invitado para distintos festivales de la Fundación Simón I. Patiño en Cochabamba. Entre 1994 y 1997 trabajó como músico percusionista y acompañante de varios artistas, entre ellos: la cantautora Jenny Cárdenas, Luis Rico, Manuel Monroy Chazarreta, Los Masis, y otros.
En 1991 egresó como licenciado en Sociología de la Universidad Mayor de San Simón en Cochabamba, Bolivia. En 2001,  migró a Argentina donde fue postulado a una maestría en Arte Latinoamericano por la Universidad Nacional de Cuyo por su tesis País de Caporales. Los imaginarios del poder y la danza-música de los Caporales en Bolivia.. En 2013, obtuvo un Doctorado en Historia en la Facultad de Filosofía y Letras, Universidad de Buenos Aires.
Durante el año 2009, fue Gestor Cultural para la Oficialía Superior de Cultura de la Alcaldía Municipal de Cochabamba. En 2011, ocupó el cargo de Decano de la Facultad de Ciencias Sociales de la Universidad Mayor de San Simón, Cochabamba. Simultáneamente el mismo año trabajó de consultor, director, investigador, fotógrafo, ilustrador y diseñador para el Concejo Municipal de Cochabamba. 
Actualmente, es docente de la Carrera de Sociología en la facultad de Ciencias Sociales de Universidad Mayor de San Simón, así como docente de taller de investigación colectiva e individual. Es escritor activo en la revista y plataforma digital Guardiana. Continua ampliando su carrera artística como ilustrador, diseñador de materiales gráficos, fotografía documental, collages y otras obras.

## Obra
- 2006: País de Caporales. Los imaginarios del poder y la danza-música de los Caporales en Bolivia. Tesis para optar al título de Magíster en Arte Latinoamericano, Maestría en Arte Latinoamericano, Universidad Nacional de Cuyo, Mendoza.

- 2009: Nudos SURurbanos. Integración y  exclusión sociocultural en la Zona Sur de Cochabamba. (Geovana Mejía Coca, Mauricio Sánchez Patzy y Alber Quispe Escobar, autores). Fundación PIEB, FAM- Bolivia, Gobierno Municipal de Cochabamba. La Paz.

- 2011:  Sueña Cochabamba.  (Con la colaboración de Alber Quispe Escobar). Publicado por el H. Concejo Municipal de Cochabamba, Cochabamba.

- 2012:   ¡Están Aquí! Las Mujeres de Cochabamba. Libro conmemorativo por los 200 años de la Batalla del 27 de Mayo de 1812. Mauricio Sánchez Patzy,  director, investigador e ilustrador. Con la colaboración de Alber Quispe Escobar y Geovana Mejía coca. H.  Concejo Municipal de Cochabamba, Cochabamba.

- 2012:  Cochabamba: El pasado que nos habita, el futuro que nos encuentra.  Libro Conmemorativo por los 202 años de la gesta libertadora del 14 de septiembre de 1810. Gustavo Rodríguez Ostria, Mauricio Sánchez Patzy, Humberto Solares Serrano (autores). Concejo Municipal de Cochabamba, Cochabamba.

- 2013: Cochabamba ante los ojos del mundo. Alber Quispe Escobar, Gustavo Rodríguez Ostria, Mauricio Sánchez Patzy, autores. H. concejo Municipal de Cochabamba, Cochabamba.

- 2017: La ópera chola. Música popular en Bolivia y pugnas por la identidad social. IFEA/Plural Editores, La Paz.

### Artículos
- Voces sobre Música Boliviana. Diccionario de la Música Española e Hispanoamericana, SGAE.   Biblioteca del  V Centenario,  Madrid – España. (Publicado en 2000).
- La Música popular en Bolivia desde mediados del Siglo XX, artículo en La Música de Bolivia. De la Prehistoria a la Actualidad, (Walter Sánchez, coord.). Ediciones de la Fundación Simón I. Patiño, Cochabamba, 2002.
- La Gente Exótica. Reflexiones sobre el Otro y la Otra desde Bolivia 2000, en Traspatios, Revista de Ciencias Sociales. Número 1. Plural Editores, CISO-FACSO, Captured, Cochabamba, 2009.
- Cada quien con su música. La música en Bolivia en tiempos de Evo: proyectos de la diferencia y retorno de la música oficial. Ponencia presentada al  XXVIII Congreso ALAS 2011: “Fronteras abiertas de América Latina”. Grupo de Trabajo 29: Otra  globalización: nuevos saberes y prácticas científicas, literarias y artísticas. 6 al 11 de septiembre de 2011, Recife, Brasil. 2011.
- Caporales for export. Los complejos circuitos andinos de la danza y la música de los Caporales. Ponencia presentada a las Jornadas de Estudios Andinos 2012, Mesa 03: ·Etnicidades y territorios en transformación. Pensar el presente desde el palimpsesto histórico andino”. Instituto Interdisciplinario Tilcara, Facultad de Filosofía y Letras, Universidad de Buenos Aires. 18 al 21 de septiembre, Tilcara, 2012.
- “Cochabamba y sus gentes vistas por propios y extraños” en Alber Quispe Escobar, Gustavo Rodríguez Ostria, Mauricio Sánchez Patzy: Cochabamba ante los ojos del mundo. H. concejo Municipal de Cochabamba, Cochabamba. 2013.
- “Kullawada” en David Horn, John Sheperd (principal editors): Bloomsbury Encyclopedia of Popular Music of the World: Volumes VIII-XIII: Genres. Volume IX Genres: Caribbean and Latin America. Bloomsbury Academic, Londres. Pp. 417-419. 2014.
- “Aproximaciones a la estética chola. La cultura de la warawa en Bolivia, a principios del siglo xxi”  en Estudios sociales del noa, N.º 13. Pp. 5-32. 2014.
- “País a 45 revoluciones por minuto. Regímenes de revolución en Bolivia y su impacto civilizador”. Ponencia presentada al XV Congreso Internacional “Procesos civilizatorios: El legado de Norbert Elias”. 3 al 7 de noviembre de 2014, Facultad de Ciencias Políticas y Sociales y el Centro de Estudios Teóricos y Multidisciplinarios en Ciencias Sociales, Universidad Nacional Autónoma de México, Ciudad de México. 2014.
- “Corporativismo, disciplina y violencias corporativas en Bolivia. El cuerpo colectivo como instrumento de poder sobre los cuerpos individuales”. Ponencia presentada al Coloquio Internacional “¡Qué cambió en el ‘proceso de cambio’ en Bolivia? Una discusión desde la cultura, las mentalidades y la vida cotidiana”  28 al 30 de octubre de 2015, Instituto de Investigaciones Sociales, Universidad Autónoma de México, Ciudad de México. 2015.
- “Bolivia disciplinada. Conductas y valores basados en el culto a la disciplina como imposición externa”. Ponencia presentada al XVI Congreso Internacional Procesos Civilizadores (SIPCs)-Diálogos Intersiciplinares: Política, Contextos e Processos Sociais. Universidade Federal do Espírito Santo (UFES), 21 al 25 de noviembre de 2016, Vitória, Brasil. 2016.
- “¡Chola de los cargadores!”: conflictividad interpersonal, enclasamiento y honor a través de los juicios por injurias en Cochabamba y Bolivia. Estudios Sociales Del NOA, (19), pp. 57-102. 2017.
- “Corporativismo, disciplina y violencias corporativas en Bolivia” en Hugo José Suárez (coord..):  ¿Todo cambia?: reflexiones sobre el “proceso de cambio”. Universidad Nacional Autónoma de México, Instituto de Investigaciones Sociales, México, pp. 135-178. 2018.
- “Corporativismo, disciplina y violencias corporativas en Bolivia” en Hugo José Suárez (coord..):  ¿Todo cambia?: reflexiones sobre el “proceso de cambio”. Editorial 3600, La Paz, pp. 157-208. 2019.